# Korarchaeia
Korarchaeia o Korarchaeota es una clase de arqueas. Inicialmente se identificaron a partir de muestras de secuencias genómicas ARNr 16S recogidas en ambientes naturales, cuyos análisis sugirieron que estas arqueas formaban parte de un filo diferente a los dos ya conocidos. Solo se los ha encontrado en ambientes hidrotermales y en poca abundancia. Parecen diversificados en diferentes niveles filogenéticos de acuerdo a la temperatura, salinidad (agua dulce o marina) y geografía.
Se ha encontrado evidencia de conservación de energía mediante metanogénesis y la reducción de azufre en ambientes hidrotermales suboxigénicos.

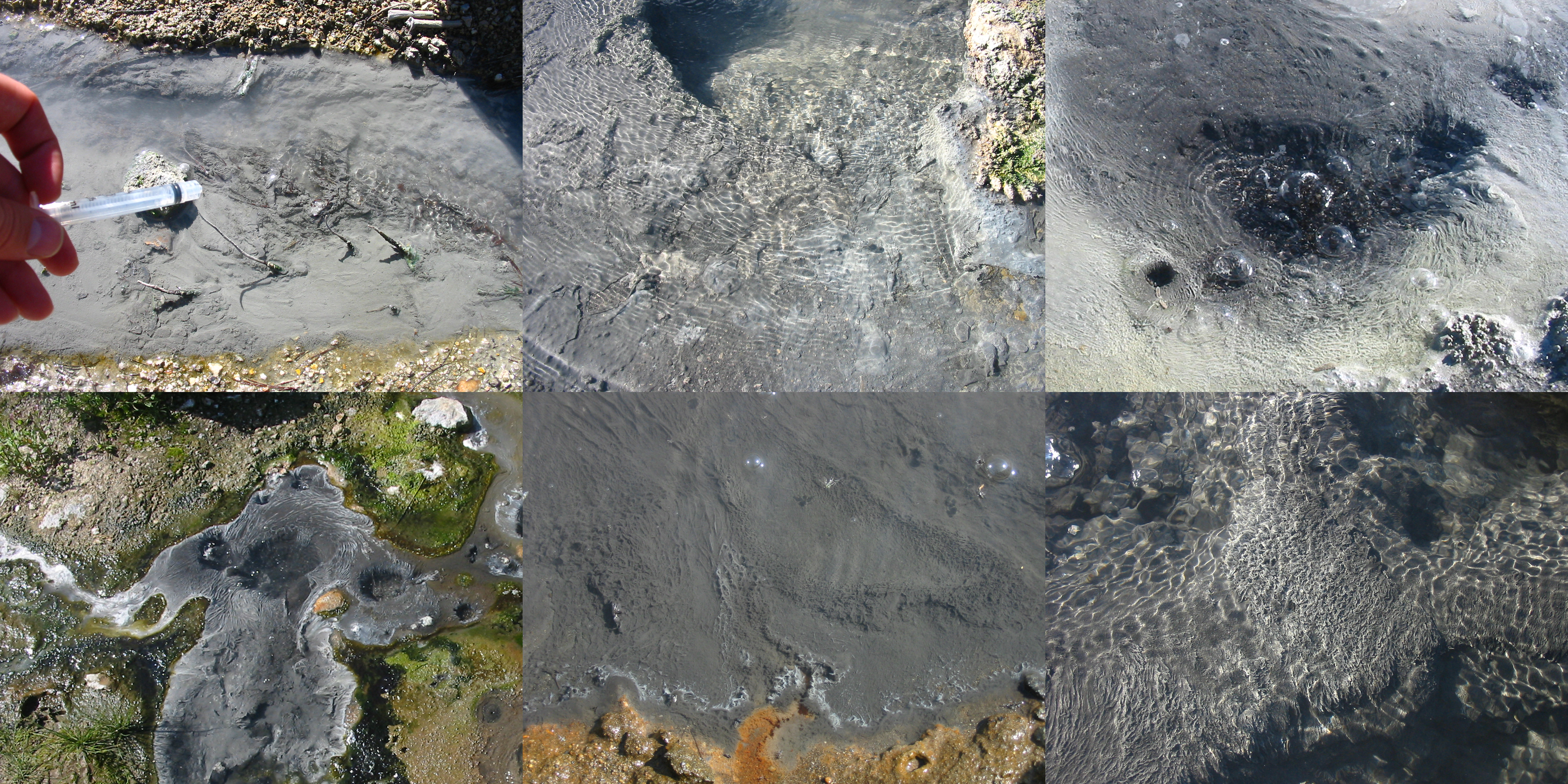
Fuentes geotermales en Kamchatka en donde se ha encontrado Korarchaeia.